# オッド・ハッセル
オッド・ハッセル（Odd Hassel, 1897年5月17日 - 1981年5月11日）は、ノルウェーの物理化学者である。1969年、デレック・バートンとともに、「立体配座の概念の発展と化学への適用」の功績でノーベル化学賞を受賞した。

## 経歴
クリスチャニア（現オスロ）に医者の息子として生まれた。オスロ大学で数学、物理、化学を学んだ後、ドイツのミュンヘン大学のカジミール・ファヤンス (Kasimir Fajans) のもとで学び、ベルリンのカイザー・ヴィルヘルム研究所で働き、1924年ベルリン大学から学位をえた。ノルウェーに戻り、オスロ大学で物理化学のさまざまな分野で働いた。最初は無機化学を研究したが、1930年からは分子構造、特にシクロヘキサンの構造解析に取り組んだ。
第二次世界大戦中は反ナチ運動を行い刑務所に入れられたが、1944年11月に解放された。1950年代の初めに電荷移動化合物の研究を行い、それらの化合物の構造の解明を行った。1957年センテナリー賞受賞。